# Love Will Never Do (Without You)
Love Will Never Do (Without You) ist ein Lied von Janet Jackson aus dem Jahr 1989, das von Jimmy Jam und Terry Lewis geschrieben und zusammen mit Jackson produziert wurde. Es erschien auf dem Album Rhythm Nation 1814.

## Geschichte
Anfangs planten Jimmy Jam und Terry Lewis aus dem Lied ein Duett zu konzipieren. Laut Fred Bronsons Buch The Billboard Book of Number 1 Hits dachten sie an Prince, Johnny Gill, Ralph Tresvant oder Jemanden, mit denen sie bereits zusammengearbeitet hatten. Einen konkreten Plan hatten sie nicht. Während der ersten Strophe sagte Jimmy Jam zu Janet Jackson: „Sing it low like some guy would sing it!“ (deutsch: „Sing es tief wie ein Kerl!“) Infolgedessen behielt sie die Idee bei, dass sie die erste Strophe in einer tiefen Oktave singt, aber in der zweiten Strophe höher geht.
Die Radioversion ist auf der Kompilation Design of a Decade: 1986–1996 enthalten. 1996 erschien von Roger Sanchez ein Remix des Liedes. Obwohl es eines der letzten Liedes auf der Titelliste des Albums ist, war es eines der ersten Lieder, die für das Album Rhythm Nation 1814 aufgenommen wurde. Der Hintergrundgesang des Liedes wurde Ende 1988 aufgenommen, während Jackson den Hauptgesang Januar 1989 aufnahm. Herb Alpert spielte die Trompete. Love Will Never Do (Without You) ist in As-Dur komponiert und hat ein Tempo von 103 BPM in der Taktangabe. Jacksons Gesang reicht von F3 bis C6 im Gesang. Die Veröffentlichung von Love Will Never Do (Without You) war am 2. Oktober 1990.

## Musikvideo
Der Regisseur des Musikvideos war Herb Ritts, der zusammen mit Janet Jackson und Tina Landon für die Choreografien verantwortlich war. Jackson plante ursprünglich im Clip ein Kleid zu tragen, allerdings setzte sich Ritts mit seiner Idee von Jackson nur in einem schwarzen Top, einer Jeans und hellbraunen Haaren durch. Ebenso traten auch Antonio Sabato junior und Djimon Hounsou im Video auf. Ritts sagte dazu:

"Because Janet is known for her instinctive talent for dance, as well as being an all around entertainer, Janet and I decided to try something innovative on the video. The video is a departure from her elaborate dance production routines and focuses, instead, on her alone, She is fresh, sensual, womanly and vulnerable as she reveals herself to the camera. We wanted to show this intimate and more personal side of Janet".

„Da Janet für ihr instinktives Talent für Tänze bekannt und nicht nur eine Allround-Entertainerin ist, haben Janet und ich beschloßen, etwas innovatives zu wagen. Das Video ist eine Abkehr von den üblichen Choreografien und konzentriert sich stattdessen auf sie allein. Sie ist jung, weiblich und verletzlich, was sie vor der Kamera zum Ausdruck bringt. Wir wollten diese intime und persönliche Seite von Janet zeigen.“

Das Video beginnt mit den Schatten von Jackson und einer Tänzerin und führt zu Bildern eines Mannes, der durch eine Wüste rennt. Als sie zu singen beginnt, wird sie von ihrem Liebhaber begleitet. Im weiteren Verlauf des Videos fährt ein schwarzer Mann auf ein großes Rad und singt ebenfalls lippensynchron. Dann erscheint ein weißer Halbkreis. Der Clip endet mit der Zweisamkeit von Jackson und ihrem Liebhaber. Es wurden zwei Versionen des Clips gedreht: Eines wurde in Farbe und ein Anderes in Schwarzweißfotografie gedreht, beide Versionen sind auf der Videocompilation zu Design of a Decade: 1986–1996 enthalten.
Das Musikvideo gewann bei den MTV Video Music Awards 1991 in der Kategorie Best Female Video und wurde in den Kategorien Best Choreography und Best Art Direction nominiert. Es belegt Platz 13 in Rolling Stones Liste The 100 Top Music Videos, 72 in VH1s 100 Greatest Videos und 88 in MTVs 100 Greatest Videos Ever Made. Britney Spears nutzte das Video als Inspiration für das Musikvideo zu dem Lied Don’t Let Me Be the Last to Know und sagte: „he did Janet Jackson-remember when she made her comeback“ (deutsch: „Er hat Janet Jackson groß gemacht“). Dementsprechend verpflichtete auch sie Herb Ritts zu ihrem Video. Auch Nicole Scherzinger verriet, dass das Video von Love Will Never Do (Without You) als Inspiration zu Your Love diente.

## Kommerzieller Erfolg

### Chartplatzierungen
| ChartsChartplatzierungen       | Höchstplatzierung | Wochen |
| ------------------------------ | ----------------- | ------ |
| Vereinigte Staaten (Billboard) | 1 (22 Wo.)        | 22     |
| Vereinigtes Königreich (OCC)   | 34 (5 Wo.)        | 5      |

| ChartsJahrescharts (1991)      | Platzierung |
| ------------------------------ | ----------- |
| Vereinigte Staaten (Billboard) | 19          |

### Auszeichnungen für Musikverkäufe
| Land/Region               | Auszeichnungen für Musikverkäufe (Land/Region, Auszeichnung, Verkäufe) | Verkäufe |
| ------------------------- | ---------------------------------------------------------------------- | -------- |
| Vereinigte Staaten (RIAA) | Gold                                                                   | 500.000  |
| Insgesamt                 | 1× Gold ·                                                              | 500.000  |

Hauptartikel: Janet Jackson/Auszeichnungen für Musikverkäufe

## Coverversionen
- 1991: Sally Yeh
- 2001: Macy Gray
- 2009: Sahara Hotnights